# ジェリコ 閉ざされた街
『ジェリコ 閉ざされた街』（ジェリコとざされたまち、Jericho）は、アメリカ合衆国のCBSで2006年より放送されているSFテレビシリーズ。シーズン2まで放送されている。日本では2008年4月よりサイファイチャンネルで放送開始。

## 概要
シーズン1放送中に低視聴率を理由として打ち切りが決定したが、それを知ったファンによる激しい抗議活動の結果（テレビ局に20トンのピーナッツを郵送するなど）、シーズン2の放送が決定した。
しかしながら、シーズン2においても視聴率は低迷し、シーズン2：第7話「Patriots and Tyrants」をもって放送は終了。物語は未完のまま、実質上の打ち切りとなった。
製作総指揮を務めたジョン・タートルトーブ監督（『ナショナル・トレジャー』シリーズ）は現在、劇場映画版の製作を検討しているとのこと。

## あらすじ
ある日突然、アメリカ合衆国の主要23の都市が何者かの核攻撃で壊滅してしまう。
カンザス州にある小さな田舎町ジェリコ。市長の息子であるジェイク・グリーンは、たまたま家族や友人を訪ねるために帰郷していたその日、この大災害に見舞われる。壊滅した世界においてジェイクとジェリコの人々は生き残るために奮闘する。
シーズン1
物語は主にアメリカ合衆国内の23の主要な都市に対する核攻撃の直後のカンザスの田舎町ジェリコに住む人々に中心に進んでいく。始まりはデンバー付近で起きた核攻撃によるキノコ雲と電力と通信手段の損失による事実上のジェリコの孤立から始まる。程なくして合衆国政府の努力によって再び電力は供給されるが直ぐに電磁パルス(EMP)によって全ての電子機器が使えなくなってしまう。このドラマには情報収集の重要性及びコミュニティのアイデンティティ、政府による治安、限られた資源、家族の価値、父親の尊厳や内外からの脅威など様々なテーマを持っている。また主要なキャラクターの背景や核攻撃の真犯人、合衆国全体及び政府の被害の大きさなどいくつかの謎が物語に絡んでいる。
物語の中心人物は市長の息子であるジェイク・グリーンである。彼は5年前、ごろつきと関わっていた為に問題を起こし街から離れていたが核攻撃の直前に祖父の遺産を受け取る為にジェリコへと戻っていた。爆撃によってジェリコに足止めされる事となったジェイクは豊富な経験を生かし街と人々を守ろうと奮闘する。変わり果てた世界で生き延びようと人々が葛藤する中、核攻撃の直前にジェリコへ越してきたロバート・ホーキンスは明かされている情報以上の何かを知っているようであった。

## 登場人物

### 主要人物
ジェイク・グリーン (Jake Green)
演 - スキート・ウールリッチ、日本語吹替 - 家中宏
本名はジョンストン・ジェイコブ・グリーン・ジュニア。32歳。5年間、ジェリコを離れていたが亡くなった祖父を弔う為、また彼自身の遺産を受け取る為にジェリコへと戻る。父であるジョンストンが遺産を渡す事を拒否した為、街を離れようとする道中で核攻撃が発生する。街の人々の安全を確保する為に奔走し徐々にリーダーとして尊敬されていく。生活に必要な物や情報を手に入れる為に街を離れる事が多く、また、ニューバーンからの弟エリックの救出作戦やレイブンウッドから街を守るために自警団を組織し銃の使い方を教えるなど全体の指揮を執ることも多い。
軍、及び海軍に従事していた経験があり、第8話ではイラクとアフガニスタンにおいて民間軍事会社に属しレイブンウッドとも面識があるように振舞った。また、リボルバーの扱いにおいてある程度の距離からの正確な射撃の技術を持っていたり航空機を飛ばす知識も有する。また、カタール及びラテンアメリカの国々を訪ねた事もあるが彼のパスポートはレイブンウッド掃討作戦に非協力的だったとしてマークされている。
ロバート・ホーキンス (Robert Hawkins)
演 - レニー・ジェームズ、日本語吹替 - 西凛太朗
攻撃の3日前に妻のダーシー、娘であるアリソンと息子のサミュエルと共にジェリコへ移り住む。トンプソン・ハウスを現金で買った為にジェリコの街の人々から素性について色々と噂される事になるが彼自身は前職をミズーリ州のセントルイスでの警官だとし同時多発テロ後、アメリカ国土安全保障省から緊急時における対処法の訓練を受けたとしている。実際はワシントンD.C.からジェリコに赴き"同エリアにおける疑い深い接触"について詳しく知るための連邦捜査局の秘密作戦を行っていると明かす。街の人々には知られていないがロックされたラップトップによる未知の人物との接触、短波ラジオのメッセージの監視、及びコロンバスへ送り届け爆破するよう割り当てられた20ktの核爆弾を含む巨大なドラム缶など秘密裏に行動している事が多い。家族は真実を知らないが常に尋ねられた時に矛盾が無いよう口裏を合わせられるようにしている。後に同じ連邦捜査局の仲間からジェイクがCIAの捜査員で盗まれたロシアの弾頭を奪還する作戦についていると告げられる。
グレイ・アンダーソン (Gray Anderson)
演 - マイケル・ガストン
ジェリコ塩山の所有者。シーズン1では市長選の候補者でありジョンストン・グリーンの政敵であった。核攻撃後、情報収集の為にジェリコを離れニューヨークは核攻撃から逃れたもののワシントンD.C.及びローレンスは破壊されたとの情報と共に戻ってくる。その後は徐々に街の人々からの信頼を高め市長選では勝利を収め市長に選ばれる。彼の市長としての初仕事は風車小屋建設の為の新しいエネルギー源を探し出す事であった。
シーズン2では新政府からの情報を得る為にシャイアンへと旅立ちシーズン2の終盤にジェリコへと戻る。メジャー・エドワード・ベックの軍隊が街の人々と同盟を結びシャイアン政府を拒否すると宣言した時、彼はジョンストン・グリーンのDon't Tread On Meの旗を掲げ自警団に今こそもう一度ジョンストン・グリーンの遺志を見直すべきだとした。
ミミ・クラーク (Mimi Clark)
演 - アリシア・コッポラ、日本語吹替 - ちふゆ
スタンリー・リッチモンドの農場の監査の為にジェリコへワシントンD.C.から訪れたアメリカ合衆国内国歳入庁の職員。核攻撃後は行く当ても無く仕方なくスタンリーの借金から宿泊代を引くという形で農場に居候している。当初は強く振舞っていたもののワシントンD.C.に居る家族や友人が死んだかも知れないという事実に感情的になる。そんな彼女を慰めようとするスタンリーに引かれ二人の関係は深まる。紆余曲折ありながらも互いに愛を確認し二人は婚約する。スタンリーの妹、ボニーはミミを嫌っていたが徐々に絆を深め母娘の関係を築いていく。
シーズン2ではスタンリーが農場の権利を再び得られるよう協力したジェニングス・アンド・ラル社の社員となる。その後、レイブンウッドによって隠されていた1万ドルを見つけてしまい命を狙われるが彼女が重症をおっている間にボニーは殺されてしまう。シリーズの最後で遂にスタンリーとミミは結婚をする。
エリック・グリーン (Eric Green)
演 - ケネス・ミッチェル、日本語吹替 - 宗矢樹頼
ジェイクの弟。ジェリコの副保安官及び副市長としての権威を街を外部からの攻撃から守るために惜しみなく行使する。エイプリル・グリーンが妻であるがエリックの女癖のせいで結婚生活は上手くいっていなかった。ある日、突然にエイプリルに対しメリー・ベイリーと関係がある事を告げ彼女の元を去る。後に核攻撃の前にエイプリルが離婚を申し立てようとしていたが核攻撃後に考えを変えた事、また彼女が妊娠している事を知る。父ジョンストン・グリーンとの会話で結局、自分はエイプリルに対し一切の感情が無かったかも知れない事に気づくが子育てには協力すると決める。
早産によってエイプリルと子供を失ってから罪の意識を感じ街に居づらくなりニューバーンへと風力タービン建設へと向かう。エリックと他の仲間達がニューバーンから戻らない事を不審に思ったジェイクとロバートは捜索に出るが、エリックは刑務所に収監されておりジェイク自身も刑務所に入れられてしまう。程なくして救出に来たロバートとジョンストンによって彼らは救い出される。
シーズン2では目立たなくなりグレイ・アンダーソンが街を離れている間、"一時的な"市長になりメジャー・ベックによって捕らわれ拷問されているジェイクを助け出す為、ジェリコ自警団を率いて奇襲作戦を敢行する。
ゲイル・グリーン (Gail Green)
演 - パメラ・リード、日本語吹替 - 定岡小百合
ジョンストン・グリーンの妻でありエリックとジェイクの母。元看護士であり被曝によって死に掛けていたビクター・ミラーに救命処置を施し救い出してからは再び看護士として働き始める。夫であるジョンストンの死後、塞ぎ込みがちになったが彼女の助けによってジェリコの自警団はジェイクをメジャー・ベックの元より奪還する。
ジョンストン・グリーン (Johnston Green)
演 - ジェラルド・マクレイニー、日本語吹替 - 塚田正昭
本名ジョンストン・ジェイコブ・グリーン・シニア。ジェリコの市長であるが故に家族を蔑ろにしたり妻との約束を守らなかったりする事もある。また、ジェイクとの関係は上手く行っていない。核攻撃後は街を守ろうと尽力するが核シェルターへ避難中に意識不明に陥る。その後、意識は取り戻したものの時々敗血症の症状に襲われ続けた。シーズン1の最終話でニューバーンとジェリコの闘争の中で銃弾に倒れる。
ボニー・リッチモンド (Bonnie Richmond)
演 - ショシャナー・スターン
スタンリー・リッチモンドの妹。スタンリーの農場経営を手伝い医療所でボランティアをしている。聴覚障害者でありアメリカ手話及び読唇術を使いコミュニケーションを行うが手話が通じない人々といる時は意志を伝える事にしばしば苦労することもある。当初は兄とミミの関係を快く思わなかったが徐々に理解を示し始める。ミミをレイブンウッドから救出する際、ゴッズによって撃ち殺されてしまう。しかし、ゴッズによって致命傷を加えられるまでレイブンウッドの兵士の大半をショットガンで返り討ちにした。
ヘザー・リシンスキー (Heather Lisinski)
演 - スプレッグ・グレイデン、日本語吹替 - 冠野智美
ニューバーン育ちの小学校教師。活発な性格で科学と力学に特に関心がありジェイクに対して特別な感情を抱く。シーズン1の途中で出身地であるニューバーンへ人々を助ける為に戻るが逆に危険に晒されてしまう。シーズン1の最後でネブラスカにある軍のキャンプに辿り着いてからは無事ジェリコへ舞い戻りジェリコとニューバーンを管轄するメジャー・ベックの連絡係として働き始める。シーズン2の4話ではジェイクとロバートからシャイアン政府の意向を聞かされ国を救うための危険な仕事を任されることになる。
スタンリー・リッチモンド (Stanley Richmond)
演 - ブラッド・ベイヤー、日本語吹替 - 安元洋貴
両親の残した農場で聴覚障害者の妹ボニーと共に農場を営み、またジェイクの友人でもある。両親は交通事故で亡くなり幼いボニーのみが事故を生き残った。スタンリーとミミは核攻撃後、関係を深めシーズン2では婚約し結婚をする。
デイル・ターナー (Dale Turner)
演 - エリック・ナドセン、日本語吹替 - 梶裕貴
グレイシーの店の店員。核攻撃後も店で働き続け街の郊外で発見した貨物列車に積んであった食料で店の在庫を補うなど店を維持しようと努力する。スカイラー・スティーブンスからは馬鹿にされながらも好意を寄せている。スカイラー宅に届け物をしてからは関係が改善し、デイルに対してスカイラーも好意を寄せ逮捕された時に保釈されたのは彼女が保釈金を払ったからであった。ミッチ・キャファーティーによってグレイシーが殺害された後、彼はグレイシーの店を譲り受け亡きグレイシーの復讐を心に誓う。店の再開の準備をしている際にミッチが現れ店の売り上げの半分を渡すかグレイシーと同じ道を辿るか、と脅され事件の真相を知り後にミッチを殺害しグレイシーの復讐を果たす。その後、彼とスカイラーは街の農場からの作物の一部を店に回してもらえるよう主張し、その夜二人はキスを交わす。
シーズン2では登場回数が話を進めるために大幅に減らされるが"ハドソン・リバー・ウイルス"のワクチンをジェリコ及びその周辺の地域へ行き渡らせる為に重要な役割を果たす。
エミリー・サリヴァン (Emily Sullivan)
演 - アシュレイ・スコット、日本語吹替 - 田中敦子
ジェイクの古くからの友人。第9話にてジェイクとエミリーは婚約をしていた事が判明するが核攻撃以前に婚約は破綻していた。後に原因は彼女の父親であるジョナ・プラウズが起こした不手際な強盗事件の結果、彼女の弟であるクリスが死んだ事にジェイクが関わっていた事だと判明する。それ以来、父親とは疎遠になっていたが第11話の最後に互いに本心を語り合い和解する事が出来た。
ヘザー・リシンスキーと同じく教師でありデイル・ターナーの社会科のクラスを教えているのも彼女である。11話でのフィアンセ、ロジャー・ハモンドのジェリコへの生還、13話でのヘザーのニューバーンへの出発までヘザー、ジェイク、そして彼女自身、三角関係に陥る事になる。17話でロジャーがジェリコを離れてからはジェイクと再び近づき始める。

### ジェリコの人々
メリー・ベイリー (Mary Bailey)
演 - クレア・キャリー
バー・ターバンの所有者。核攻撃によって行き詰った人々をバーでもてなし、またバーの衛星テレビのアンテナを使い少しでも外の情報を得ようとする。エリックと浮気をしており、いつか彼が妻のエイプリルをおいて一緒になってくれる事を祈っている。しかし母親が自分を父親の元に置いて他の男と蒸発した事から、自分もエイプリルと彼女の生まれてこれなかった子供に同じ運命を強いているのではないかと悩み始める。
リドレー・クーパー (Ridley Cooper)
演 - ジェイソン・コリンズ
ジェリコの副保安官。食糧難からジェリコを離れようとするが偽の海兵隊の食料の配給が間も無く届くと言う情報で考えを改め留まることにする。
ショーン・ヘンソーン (Sean Henthorn)
演 - シャイロ・フェルナンデス
デイルに対して嫌がらせをする不良3人組のリーダー。トラブルを起こしデイルが継いだ店を荒らそうとした際、止めに入ったボニーに対し好意を抱き農場へと移り住む。スタンリーとミミはこれを快く思わなかったがボニーを支えると言う条件の下、農場に住む事を許可する。
リサ・ウォーリー (Lisa Whalley)
演 - クリステン・ロドリゲス
スカイラーの親友。スカイラーがデイルと友人になってからは、それを拒み友人関係を絶った。
ミシェル・キャファーティー (Mitchell Cafferty)
演 - クレイン・クロフォード
ジェイクの古い友人。核攻撃前にジョナ・プラウズの指揮の下、ジェイク、ミシェル、そしてエミリーの弟クリスは武装強盗を起こしクリスは死にジェイクは街を離れ彼自身は投獄される事になった。核攻撃後、再び街に現れジョナ・プラウズが率いるサバイバリストと共に活動を始めるが、ジョナと手下との意見の食い違った隙に付け入りジョナを嵌める為にグレイシーを殺害する。この事件の真実が暴かれると彼はデイル・ターナーの復讐によって殺害される。
エイプリル・グリーン (April Green)
演 - ダービー・スタンチフィールド
エリック・グリーンの妻でありジェリコメディカルセンターの医師。核攻撃以前はエリックとの離婚を考えていたが徐々にその考えを改めていく。その後、妊娠している事が発覚するがエリックがメリー・ベイリーと浮気をしている事を知ってしまう。シーズン1の途中で妊娠による大量出血によって亡くなってしまう。

### ジェリコの新住民
ダーシー・ホーキンス (Darcy Hawkins)
演 - エイプリル・D・パーカー、日本語吹替 - 一木美名子
ロバート・ホーキンスの別居中の妻。彼女は別居後、子供達とワシントンD.C.で生活しており、またダグという浮気相手もいた。ロバートのCIA職員という仕事が彼に限られた生活と長期に亘る不在を強いた為嫌っている。一度はロバートの仕事を辞め再び家族の関係を築きたいと言う申し出を信じようとするが彼の同僚のサラ・メイソンが避難者のグループに混ざってジェリコへ到着するとサラがロバートの考えに同意していない事に勘付く。彼女の勘が当たりアリソンがサラを殺害した後、彼女は家族の関係を築くのは不可能だと言って子供達を連れ一時的に家を出た。ジェリコがニューバーンの迫撃砲によって攻撃された際、ロバートがダーシーと子供達を見つけ新政府が仲裁に入るまでジェリコが戦いに勝つようお互いに協力した。
シーズン2ではベックの警備として働くがロバートがベックと核攻撃の裏に隠された真実を暴こうとし始める共にその仕事は無くなった。ロバートが爆弾を届けなくてはならなくなった時、その作戦の危険性を知り二人はようやく過去を乗り越える事が出来た。
サミュエル・ホーキンス (Samuel Hawkins)
演 - スターリング・アードリー、日本語吹替 - 東條加那子

## スタッフ

### 製作総指揮
- ジョナサン・E・スタインバーグ
- スティーヴン・シュボースキー
- ジョシュ・シアー
- ジョン・タートルダブ

## エピソードリスト

### シーズン1
| 各話 | 邦題                 | 原題                     | 放送日         |
| ---- | -------------------- | ------------------------ | -------------- |
| 1    | 終わりの始まり       | Pilot                    | 2006年9月20日  |
| 2    | 死の灰               | Fallout                  | 2006年9月27日  |
| 3    | 騎士たち             | Four Horsemen            | 2006年10月4日  |
| 4    | デンバーから来た男   | Walls of Jericho         | 2006年10月11日 |
| 5    | 政府からのメッセージ | Federal Response         | 2006年10月18日 |
| 6    | 過去の影             | 9:02                     | 2006年10月25日 |
| 7    | 父と子               | Long Live the Mayor      | 2006年11月1日  |
| 8    | 危険な旅             | Rogue River              | 2006年11月8日  |
| 9    | 略奪者               | Crossroads               | 2006年11月15日 |
| 10   | 天からの恵み         | Red Flag                 | 2006年11月22日 |
| 11   | 愛の哀しみ           | Vox Populi               | 2006年11月29日 |
| 12   | 爆発36時間前         | The Day Before           | 2007年2月21日  |
| 13   | ブラックジャック     | Black Jack               | 2007年2月28日  |
| 14   | 冬の試練             | Heart of Winter          | 2007年3月7日   |
| 15   | 常に忠実に           | Semper Fidelis           | 2007年3月14日  |
| 16   | 命の選択             | Winter's End             | 2007年3月28日  |
| 17   | マッドワールド       | One Man's Terrorist      | 2007年4月4日   |
| 18   | 身分証の謎           | A.K.A.                   | 2007年4月11日  |
| 19   | 裏切りの陰謀         | Casus Belli              | 2007年4月18日  |
| 20   | 兄弟の誓い           | One If by Land           | 2007年4月25日  |
| 21   | 侵略の狼煙           | Coalition of the Willing | 2007年5月2日   |
| 22   | 戦う理由             | Why We Fight             | 2007年5月9日   |

### シーズン2
| 各話   | 邦題           | 原題                  | 放送日        |
| ------ | -------------- | --------------------- | ------------- |
| 1 (23) | 再建           | Reconstruction        | 2008年2月12日 |
| 2 (24) | 新国家         | Condor                | 2008年2月19日 |
| 3 (25) | 法を超えた存在 | Jennings & Rall       | 2008年2月26日 |
| 4 (26) | 正義の代償     | Oversight             | 2008年3月4日  |
| 5 (27) | 闇の中で       | Termination for Cause | 2008年3月11日 |
| 6 (28) | 恐るべき計画   | Sedition              | 2008年3月18日 |
| 7 (29) | 革命           | Patriots and Tyrants  | 2008年3月25日 |

### スペシャル
| 邦題       | 原題              | 放送日        |
| ---------- | ----------------- | ------------- |
| 混乱の軌跡 | Return to Jericho | 2007年2月14日 |

シーズン1の11話と12話の間にあたる11.5話として位置づけられている。実質は1話から11話までの総集編。